# Eugène Fahlstedt
Frans Eugène Fahlstedt, född 6 september 1851 i Stockholm, död den 8 maj 1935 i Djursholm, var en svensk skriftställare, bror till Amalia Fahlstedt och morbror till Elsa Beskow.
Fahlstedt blev student vid Uppsala universitet 1869, var sedan läroverkslärare 1875–1882, och tillhörde från 1883 redaktionen för Nordisk familjebok, där han från 1906 ledde illustrationsavdelningen och 1923 blev en av verkets redaktörer. Hans encyklopediska författarskap omfattade i andra upplagan ("Uggleupplagan") främst musikteori och musikhistoria samt biografier. 
Han var musikrecensent 1892–1903 i Vårt land och 1903–1906 i Svenska Dagbladet. Åren 1891–1900 var han sekreterare i Filharmoniska sällskapet i Stockholm. Han översatte bland annat August Strindbergs Inferno och Legender (från franska originalmanuskripten) och samme författares Tschandala (från danska originalet).